# Promitor nominatus
Promitor nominatus är en insektsart som beskrevs av William Lucas Distant 1915. Promitor nominatus ingår i släktet Promitor och familjen hornstritar. Inga underarter finns listade i Catalogue of Life.